# Асен Константинов
Асен Константинов Фелдеску е български офицер, генерал-майор.

## Биография
Асен Константинов е роден на 28 април 1874 година в Букурещ. През 1895 година завършва Военното училище в София. От 1902 до 1905 учи в артилерийската академия в Санкт Петербург. През 1902 година служи във втори артилерийски полк. От 1 октомври до 31 декември 1905 е началник на Школата за запасни подпоручици. Служи във видинския крепостен батальон и в трети тежък артилерийски полк. Известно време е началник на Софийския артилерийски арсенал. През 1919 година е уволнен от служба.
Генерал-майор Константинов е женен и има 1 дете.

## Военни звания
- Подпоручик (1895)
- Поручик (1899)
- Капитан (1904)
- Майор (1911)
- Подполковник (1915)
- Полковник (20 януари 1917)
- Генерал-майор (6 май 1936)